# Бегство месье Перля
«Бегство месье Перля» — французский комедийный художественный фильм с Луи де Фюнесом в главной роли.

## Сюжет
Провинциальный булочник Бернар Перль, женатый на сварливой Жюльетт, едет в Париж для получения наследства. На Эйфелевой башне он встречает Мод, разыгрывающую самоубийство, влюбляется в неё и едет с ней в курортный город Дювиль, где проматывает все деньги. Мод исчезает с остатком наследства, а Перль симулирует амнезию, чтобы избежать объяснений с Жюльетт…

## В ролях
- Ноэль-Ноэль
- Арлетт Пурье
- Луи де Фюнес